# Kobolt
Koboldy lub Kobolty – w mitologii germańskiej opiekuńcze duchy domowe przebywające w pobliżu paleniska lub pod belkowaniem domu; wierzono, że przynoszą dobrobyt, strzegą skarbów podziemnych. Są odpowiednikiem rzymskich larów i penatów.